# Avenue P
Avenue P è una fermata della metropolitana di New York, situata sulla linea IND Culver. Nel 2014 è stata utilizzata da 864 424 passeggeri.
È servita dalla linea F Sixth Avenue Local, sempre attiva.